# Бјарозавски рејон
Бјарозавски рејон (блр. Бярозаўскі раён; рус. Берёзовский район) административна је јединица другог нивоа у централном делу Брестске области у Републици Белорусији. 
Административни центар рејона је град Бјароза.

## Географија
Бјарозавски рејон обухвата територију површине 1.412,77 км² и на 13. је месту по површини међу рејонима Брестске области. Граничи се на западу и северозападу са Пружанским и Кобринским рејоном, Ивацевички рејон је на истоку и североистоку, док су на југу Иванавски и Драгичински рејон.
Рејон је смештен у југоисточном делу Прибушке равнице и у северозападном делу Припјатског Полесја. Од севера ка југу протеже се дужином од 41 км, односно 48 км у правцу запад-исток.
Територијално највећи део рејона чине обрадиве површине (око 700 км²), под шумама је 330 км², док водене површине обухватају преко 100 км².
Хидрографску слику рејона чине река Јасељда на којој се налази вештачко језеро Сјалец, и још неколико мањих језерских површина.

## Историја
Рејон је основан 15. јануара 1940. године. 

## Демографија
Према резултатима пописа из 2009. на том подручју стално је било насељено 66.988 становника или у просеку 47,42 ст/км².
| 1959.  | 1970.  | 1979.  | 1989.  | 1999.  | 2009.  |
| ------ | ------ | ------ | ------ | ------ | ------ |
| 58.700 | 67.254 | 70.417 | 69.166 | 74.014 | 66.988 |

Основу популације чине Белоруси (90,77%), Руси (5,66%), Украјинци (1,79) и остали (1,78%).
Административно рејон је подељен на подручје градова Бјароза (који је уједно и административни центар рејона) и Белаазјорск и на 14 сеоских општина.

## Саобраћај
Саобраћајну инфраструктуру чине друмски правци М1-Е30 (Брест—Минск—граница Русије), Р2-Е85 (Стовпци—Ивацевичи—Кобрин), Р84 (Бјароза—Драгичин), Р101 (Пружани—Бјароза) и Р136 (Војтешин—Хомск —Драгичин).